# Himalcoelotes martensi
Himalcoelotes martensi là một loài nhện trong họ Amaurobiidae.
Loài này thuộc chi Himalcoelotes. Himalcoelotes martensi được Jia-Fu Wang miêu tả năm 2002.